# NGC 2899
NGC 2899 – mgławica planetarna położona w gwiazdozbiorze Żagla. Została odkryta 27 lutego 1835 roku przez Johna Herschela.